# Élections législatives luxembourgeoises de 2018
Les élections législatives de 2018 (en luxembourgeois : Chamberwale vum 14. Oktober 2018 et en allemand : Kammerwahl vom 14. Oktober 2018) ont lieu le 14 octobre 2018 afin de désigner les soixante députés de la législature 2018-2023 de la Chambre des députés du Luxembourg.
Les principaux partis traditionnels enregistrent un net recul par rapport aux élections législatives du 20 octobre 2013, seuls Les Verts parviennent à faire la différence en remportant trois sièges de plus au parlement. Les Pirates (PPL) obtiennent quant à eux deux sièges et accèdent donc pour la première fois à des mandatures parlementaires.
Le libéral Xavier Bettel est reconduit dans sa fonction de Premier ministre dans le gouvernement soutenu par une coalition centriste dite « gambienne » — les couleurs des partis politiques membres de la coalition rappellent celles du drapeau de la Gambie —, entre le Parti ouvrier socialiste luxembourgeois (LSAP), le Parti démocratique (DP) et Les Verts (Gréng).

## Système électoral
Le Luxembourg est doté d'un parlement monocaméral, la Chambre des députés dont les 60 sièges sont pourvus pour cinq ans au scrutin proportionnel plurinominal de liste avec possibilité d'un panachage et d'un vote préférentiel dans quatre circonscriptions plurinominales. L'attribution des sièges est faite selon la méthode Hagenbach-Bishoff, sans seuil électoral.

### Répartition des sièges
Les sièges sont répartis dans quatre circonscriptions plurinominales — Sud, Centre, Nord et Est — dotées respectivement de 23, 21, 9 et 7 députés.
| Circonscriptions    | Députés | Carte                                   |
| ------------------- | ------- | --------------------------------------- |
| Sud                 | 23      | \| Sud Est Centre Nord \|               |
| Est                 | 7       | \| Sud Est Centre Nord \|               |
| Centre              | 21      | \| Sud Est Centre Nord \|               |
| Nord                | 9       | \| Sud Est Centre Nord \|               |
|                     |         |                                         |
| Total               | 60      | Carte des circonscriptions électorales. |
| Sud Est Centre Nord |         |                                         |

### Calendrier
À la suite des élections législatives luxembourgeoises de 2013 ayant eu lieu de manière anticipée, les législatives de 2018 n'auront pas lieu comme habituellement début juin 2019 mais au mois d'octobre 2018.
Jusqu'alors, les législatives étaient toujours organisées le premier dimanche du mois de juin des années électorales. Or, conserver la date de juin 2019 aurait donné aux membres actuels de la Chambre un mandat long de plus de cinq ans, ce que ne permet pas la Constitution. En parallèle, il a été décidé que la Chambre n’est plus dissoute le jour du vote, mais uniquement le jour où les nouveaux députés seront assermentés,.
Les élections législatives se dérouleront désormais tous les cinq ans, mais en octobre. Par conséquent, les élections communales et législatives devaient avoir lieu en même temps en 2023. Pour éviter cela, le Conseil de gouvernement prévoit les élections communales en juin 2023 pour qu'elles ne se déroulent pas en même temps que les législatives.

## Campagne électorale
Le 19 juillet 2018, les partis politiques CSV, DP, LSAP, déi Gréng et ADR se sont mis d'accord sur un accord électoral commun en vue des législatives. La campagne électorale doit débuter officiellement le 10 septembre. En ce qui concerne les spots électoraux, les partis se limiteront aux spots accordés par l'État à savoir RTL Radio et RTL Télé. Alors que dans les accords précédents, il avait été retenu que le nombre d'affiches de grande taille devrait être progressivement réduit, les partis se sont à nouveau mis d'accord sur le chiffre global de 140 affiches. Comme dans les accords précédents, les gadgets seront limités à deux par parti : un stylo-bille et un gadget au choix. Il y a également une volonté commune de renoncer aux ballons pour des raisons écologiques. Le Parti pirate et déi Lénk ont participé aux négociations, mais ont finalement refusé de signer l'accord.
À la suite d'un tirage au sort réalisé le 17 août 2018, les listes nationales sont désormais connues, les partis se présentant aux élections législatives ont reçu chacun un numéro. Deux listes ne se présenteront pas dans toutes les circonscriptions : Démocratie (Demokratie) dans les circonscriptions Centre et Sud et Les Conservateurs (déi Konservativ) dans la circonscription Sud.
À la veille du début officiel de la campagne électorale, le LSAP dévoile son nouveau slogan « Ensemble ! » et compte utiliser un bus pour aller au devant des électeurs et leur expliquer ses idées. Les futurs électeurs pourront y discuter avec les candidats et s'informer sur les propositions socialistes.
Les électeurs luxembourgeois ayant opté pour le vote par correspondance doivent envoyer leur bulletin de vote au plus tard le 11 octobre au soir, date de la dernière levée des boîtes postales pour garantir l'enregistrement de leur vote. Le cas échéant, il est toujours possible de déposer l'enveloppe jaune avec le bulletin de vote le jour des élections entre 8h00 et 14h00 dans le bureau de vote principal de sa commune. Le vote par correspondance est de plus en plus prisé depuis qu'il ne nécessite plus de justification,. Près de 40 441 personnes en font le choix désormais, soit 15,8 % de l'électorat : c'est le double depuis les dernières élections en 2013.

### Les coalitions électorales
Lors d'une conférence de presse, le 2 mars 2018, le parti conservateur et identitaire, ADR, a annoncé avoir conclu un accord de coopération avec le mouvement Nee2015 afin de se présenter lors des législatives d’octobre. Ce mouvement politique est né afin d’affirmer l’opposition aux trois questions posées lors du référendum de 2015. Ce mouvement politique rebaptisé Wee2050 et fondé par l’enseignant Fred Keup qui veut proposer une vision pour le pays à l’échéance de 2050.
Le 21 mars 2018, le Parti pour la démocratie intégrale annonce dans un communiqué, faire campagne électorale commune, sous le nom et le logo des pirates,.

### Le mouvement politique citoyen «Demokratie»
Le 16 août 2018, les mouvements politiques citoyens « Demokratie » et « Demokratie 2018 » se sont scindés en deux pour cause de désaccords avec la tête de liste du sud du pays, Lee Michel-Baseggio. La liste « Demokratie » du centre est maintenue avec 21 candidats, celle du sud reste également valide avec 23 candidats et un changement de tête de liste : Jonas Folschette remplace Lee Michel-Baseggio.
Le 20 août 2018, plusieurs personnes se sont signalées auprès des autorités pour dénoncer le fait qu'elles n'avaient absolument pas donné leur accord pour figurer sur les listes du mouvement politique « Démocratie 2018 ». La responsable de l’initiative, Sonja Holper a fait savoir le lendemain soir à la presse que les listes allaient être retirées. Pourtant, l'article 137 de la loi électorale mentionne qu'« aucun candidat inscrit sur une liste ne peut s’en retirer après l’expiration du délai fixé pour les déclarations de candidatures ». Le dernier délai concernant le dépôt des candidatures ayant eu lieu le 16 août à 18 h, une liste ne peut donc plus être retirée après l'expiration de ce délai. Cette impossibilité est confirmée par Josiane Schroeder, présidente du tribunal d'arrondissement de Luxembourg et Xavier Bettel, Premier ministre.

### Une campagne d'affichage mouvementée

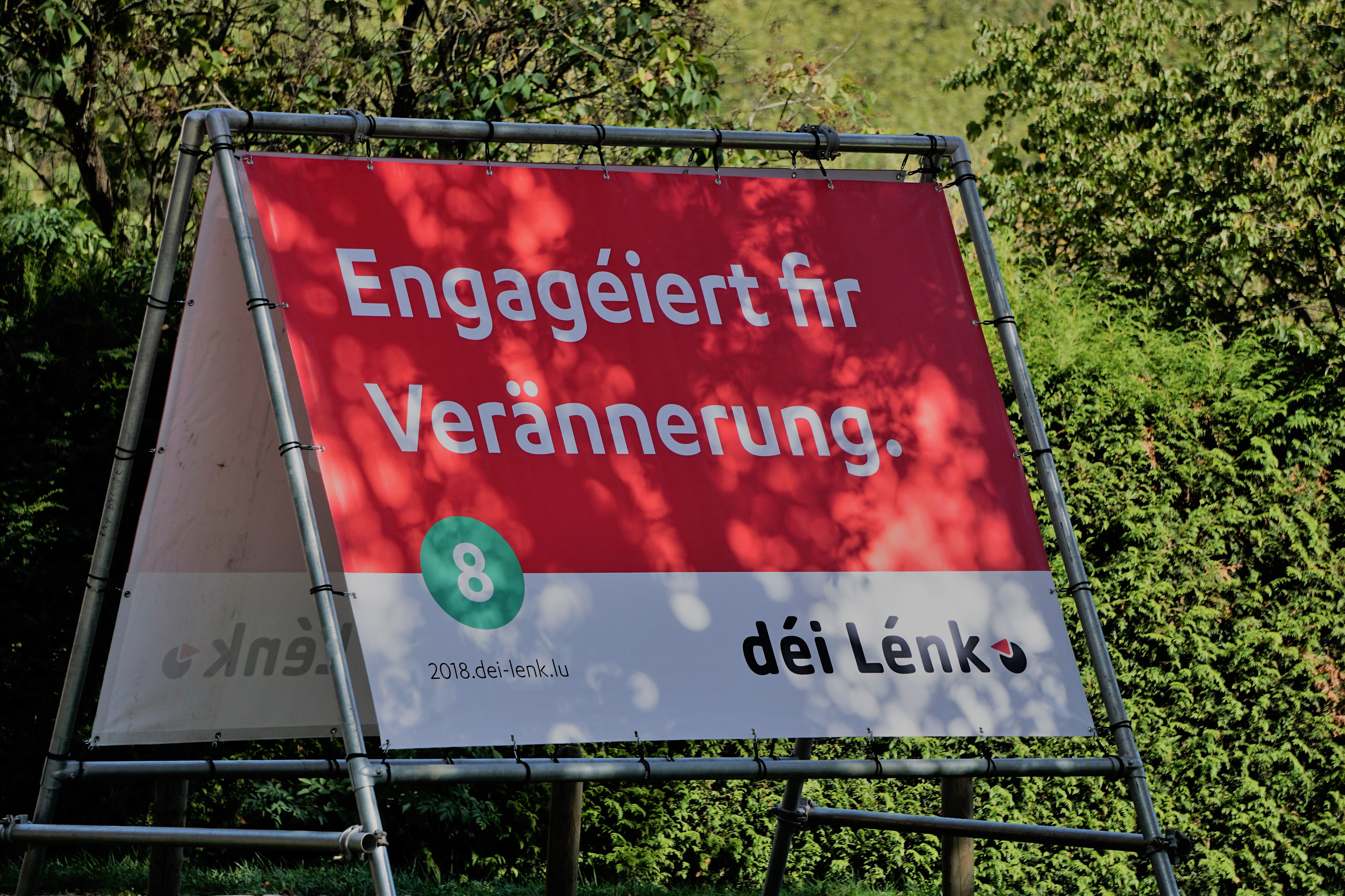
Liste 8.

La campagne d'affichage a officiellement commencé le 7 septembre 2018, l'ADR est déjà vivement critiqué pour certaines erreurs décelées dans ses affiches dans le nord mais aussi dans le centre du pays : un panneau présente le drapeau luxembourgeois affiché à l'envers et un autre comporte pas moins de 5 fautes d'orthographe. Ces panneaux électoraux semblent même être pris pour cible par d'autres personnes. Un panneau de l'ADR a été retourné le long d'une route et un autre a été complètement détruit au couteau. Alors que l'Administration des ponts et chaussées annonce, le 11 septembre 2018, dans un communiqué qu'il n'y aura pas de limitation du nombre de panneaux électoraux au bord des routes, un autre cas de vandalisme a été signalé dans le même temps dans l'Est du pays, où la photo d'une candidate du Parti démocratique a été arrachée d'un panneau.
Le DP et LSAP semblent être les deux seuls partis à être visés par des attaques à caractère antisémite, même si tous les partis s'accordent à dire qu'il y a plus de vandalisme que les autres années et que le ton a radicalement changé. En effet, le mot « Juden » — Juifs en allemand — a été tagué en majuscules sur une affiche électorale du DP installée au rond-point Gluck, sur laquelle figurent Corinne Cahen et Xavier Bettel. Deux flèches renvoient aux noms de la présidente du DP et du Premier ministre, ont également été dessinées sur l'affiche. Des croix gammées avaient déjà été taguées sur une affiche d'une candidate LSAP dans la circonscription Est. De ce fait, le Comité Auschwitz Luxembourg, les ASBL « Memoshoah », « Frënn vum Resistenzmusée », « Témoins de la deuxième génération » ainsi que le musée de la Résistance (lb) écrivent dans un communiqué commun, qu'il ne faut pas baisser la garde devant de tels faits inadmissibles.

## Forces en présence
| Parti politique | Parti politique                                                                          | Parti politique                                                                          | Positionnement et idéologie                                                                   | Chef de file      | Slogan(s), | Sièges en 2013 |
| --------------- | ---------------------------------------------------------------------------------------- | ---------------------------------------------------------------------------------------- | --------------------------------------------------------------------------------------------- | ----------------- | --- | -------------- |
|                 | Parti populaire chrétien-social (lb) Chrëschtlech-Sozial Vollekspartei                   | Parti populaire chrétien-social (lb) Chrëschtlech-Sozial Vollekspartei                   | Centre droit Démocratie chrétienne, conservatisme social                                      | Claude Wiseler    | Zesumme fir de Wiessel « Ensemble pour le changement »                                                                                 | 23 / 60        |
|                 | Parti ouvrier socialiste luxembourgeois (lb) Lëtzebuerger Sozialistesch Aarbechterpartei | Parti ouvrier socialiste luxembourgeois (lb) Lëtzebuerger Sozialistesch Aarbechterpartei | Centre gauche Social-démocratie, europhilie                                                   | Etienne Schneider | Zesummen! « Ensemble ! » | 13 / 60        |
|                 | Parti démocratique (lb) Demokratesch Partei                                              | Parti démocratique (lb) Demokratesch Partei                                              | Centre droit Libéralisme, social-libéralisme, europhilie                                      | Xavier Bettel     | Zukunft op Lëtzebuergesch « L'avenir en luxembourgeois »                                                                               | 13 / 60        |
|                 | Les Verts (lb) déi Gréng                                                                 | Les Verts (lb) déi Gréng                                                                 | Centre gauche Écologisme                                                                      | François Bausch   | Zukunft, Zesummenhalt, gutt liewen « Avenir, bien vivre, cohésion »                                                                    | 6 / 60         |
|                 | Parti réformiste d'alternative démocratique (lb) Alternativ Demokratesch Reformpartei    | Parti réformiste d'alternative démocratique (lb) Alternativ Demokratesch Reformpartei    | Droite National-conservatisme, Libéralisme, Euroscepticisme                                   | Roy Reding        | Är Stëmm fir Lëtzebuerg « Votre voix pour le Luxembourg »                                                                              | 3 / 60         |
|                 | La Gauche (lb) déi Lénk                                                                  | La Gauche (lb) déi Lénk                                                                  | Gauche à gauche radicale Anticapitalisme, socialisme démocratique, féminisme, euroscepticisme | David Wagner      | Engagéiert fir Verännerung « Engagé pour le changement »                                                                               | 2 / 60         |
|                 |                                                                                          | Parti pirate (lb) Piratepartei Lëtzebuerg                                                | Syncrétisme Cyberdémocratie, accès à l'information, protection de la vie privée               | Sven Clement      | Lëtzebuerg: modern a fair fir jiddereen « Luxembourg : moderne et juste pour chacun »                                                  | 0 / 60         |
|                 | Parti pour la démocratie intégrale (lb) Partei fir Integral Demokratie                   | Syncrétisme Social-libéralisme, progressisme, europhilie                                 |                                                                                               | Sven Clement      | Lëtzebuerg: modern a fair fir jiddereen « Luxembourg : moderne et juste pour chacun »                                                  | 0 / 60         |
|                 | Parti communiste luxembourgeois (lb) Kommunistesch Partei Lëtzebuerg                     | Parti communiste luxembourgeois (lb) Kommunistesch Partei Lëtzebuerg                     | Extrême gauche Communisme, marxisme-Léninisme, euroscepticisme                                | Jean-Marie Jacoby | Deng Stëmm fir eng Konsequent Oppositioun – Wiel d'Kommunisten « Ta voix pour une opposition conséquente - Vote pour les communistes » | 0 / 60         |
|                 | Démocratie (lb) Demokratie                                                               | Démocratie (lb) Demokratie                                                               |                                                                                               | Sonja Holper      | Méi Demokratie fir Lëtzebuerg « Plus de démocratie pour le Luxembourg »                                                                | Nouveau        |
|                 | Les Conservateurs (lb) déi Konservativ                                                   | Les Conservateurs (lb) déi Konservativ                                                   | Droite National-conservatisme, Libéralisme, Euroscepticisme                                   | Joe Thein (lb)    | Méi Demokratie a Fräiheet fir Lëtzebuerg « Plus de démocratie et de liberté pour le Luxembourg »                                       | Nouveau        |

## Sondages

### Projections de voix en%
| Sondeur                | Date            | CSV  | LSAP | DP   | Gréng | ADR | Lénk | PPL | PID | KPL |
| ---------------------- | --------------- | ---- | ---- | ---- | ----- | --- | ---- | --- | --- | --- |
| Sondeur                | Date            |      |      |      |       |     |      |     |     |     |
| Ifop                   | novembre 2017   | 39   | 15   | 13   | 13    | 8   | 6    | 3   | 1   | 1   |
| Élections législatives | 20 octobre 2013 | 33,7 | 20,3 | 18,3 | 10,1  | 6,6 | 4,9  | 2,9 | 1,7 | 1,4 |

### Projections de sièges
| Sondeur                | Date            | CSV | LSAP | DP | Gréng | ADR | Lénk | KPL |
| ---------------------- | --------------- | --- | ---- | -- | ----- | --- | ---- | --- |
| Sondeur                | Date            |     |      |    |       |     |      |     |
| TNS Ilres              | mai 2018        | 26  | 9    | 10 | 7     | 5   | 3    | NC  |
| TNS Ilres              | décembre 2017   | 27  | 10   | 10 | 6     | 4   | 3    | NC  |
| TNS Ilres              | mai 2017        | 29  | 10   | 9  | 6     | 3   | 3    | NC  |
| TNS Ilres              | décembre 2016   | 28  | 10   | 10 | 6     | 3   | 3    | NC  |
| TNS Ilres              | juin 2016       | 27  | 10   | 7  | 7     | 6   | 3    | NC  |
| Tageblatt              | juin 2016       | 27  | 10   | 7  | 7     | 6   | 3    | NC  |
| TNS Ilres              | janvier 2016    | 27  | 10   | 8  | 6     | 5   | 3    | 1   |
| TNS Ilres              | janvier 2015    | 27  | 11   | 10 | 6     | 3   | 3    | NC  |
| Élections législatives | 20 octobre 2013 | 23  | 13   | 13 | 6     | 3   | 2    | 0   |

### Enquête d'opinion thématique
Une enquête d'opinion est menée par TNS Ilres dans le but de sonder la population, sur les thèmes qui influenceront le plus le vote du 14 octobre. Il ressort de l'enquête que le logement, la mobilité et l'éducation pourraient bien être les trois piliers décisifs pour les élections à venir. Pour 44 % des interrogés, le logement sera bien l'un des thèmes décisifs de l'élection. 26 % des personnes sondées nomment ensuite la mobilité, suivie de près, avec 23 %, par l'éducation. La santé et l'environnement s'accordent de respectives quatrième et cinquième places au classement.
En matière de logement, aucun parti ne semble avoir convaincu. 40 % des sondés déclarent soit ne pas savoir pour qui voter pour résoudre au mieux ce problème, soit ne faire confiance à aucun des partis. Pour la résolution des problèmes actuels, le CSV est celui qui remporte le plus grand nombre de votes sur tous les thèmes, à l'exception de la mobilité et du développement durable. Pour la mobilité et le développement durable, déi Gréng s'impose assez clairement. 45 % des personnes ayant fait de la mobilité un thème décisif voient chez les écologistes des solutions viables. Le DP convainc plutôt lorsqu'il s'agit d'économie et d'avenir, alors que le LSAP parle aux électeurs se préoccupant du risque de pauvreté et de l'avenir du système de santé.
Un sondage sur les élections législatives au Luxembourg et la répartition des sièges, intitulé « Luxembourg Polls » circule sur les réseaux sociaux à la veille du scrutin. Ce sondage est un faux et n'a pas été réalisé par l'institut TNS Ilres, il n'a été commandé ni par RTL ni par le Luxemburger Wort et n'en a pas non plus la base méthodologique. Par ailleurs, TNS Ilres a introduit une plainte auprès de l'Autorité luxembourgeoise indépendante de l'audiovisuel (ALIA).

## Résultats

### Résultats nationaux
|                          |                                                   |           |       |      |        |               |  |  |  |  |  |  |  |  |
| Partis                   | Partis                                            | Voix      | %     | +/-  | Sièges | +/-           |  |  |  |  |  |  |  |  |
|                          | Parti populaire chrétien-social (CSV)             | 999 360   | 28,31 | 5,37 | 21     | 2             |  |  |  |  |  |  |  |  |
|                          | Parti ouvrier socialiste luxembourgeois (LSAP)    | 621 221   | 17,60 | 2,68 | 10     | 3             |  |  |  |  |  |  |  |  |
|                          | Parti démocratique (DP)                           | 597 075   | 16,92 | 1,33 | 12     | 1             |  |  |  |  |  |  |  |  |
|                          | Les Verts (Gréng)                                 | 533 919   | 15,13 | 5,00 | 9      | 3             |  |  |  |  |  |  |  |  |
|                          | Parti réformiste d'alternative démocratique (ADR) | 292 364   | 8,28  | 1,64 | 4      | 1             |  |  |  |  |  |  |  |  |
|                          | Parti pirate (PPL)                                | 227 551   | 6,45  | 3,51 | 2      | 2             |  |  |  |  |  |  |  |  |
|                          | La Gauche (Lénk)                                  | 193 591   | 5,48  | 0,54 | 2      | en stagnation |  |  |  |  |  |  |  |  |
|                          | Parti communiste luxembourgeois (KPL)             | 44 912    | 1,27  | 0,37 | 0      | en stagnation |  |  |  |  |  |  |  |  |
|                          | Démocratie                                        | 10 328    | 0,29  | Nv   | 0      | en stagnation |  |  |  |  |  |  |  |  |
|                          | Les Conservateurs (Konservativ)                   | 9 516     | 0,27  | Nv   | 0      | en stagnation |  |  |  |  |  |  |  |  |
| Total des voix           | Total des voix                                    | 3 529 837 | 100   |      |        |               |  |  |  |  |  |  |  |  |
|                          |                                                   |           |       |      |        |               |  |  |  |  |  |  |  |  |
| Votes valides            | Votes valides                                     | 216 024   | 92,76 |      |        |               |  |  |  |  |  |  |  |  |
| Votes blancs et nuls     | Votes blancs et nuls                              | 16 862    | 7,24  |      |        |               |  |  |  |  |  |  |  |  |
| Total                    | Total                                             | 232 886   | 100   | -    | 60     | en stagnation |  |  |  |  |  |  |  |  |
| Abstentions              | Abstentions                                       | 27 001    | 10,39 |      |        |               |  |  |  |  |  |  |  |  |
| Inscrits / Participation | Inscrits / Participation                          | 259 887   | 89,61 |      |        |               |  |  |  |  |  |  |  |  |

Résultats selon l'axe gauche / droite
| 2    | 9     | 10   | 2   | 12 | 21  | 4   |
| Lénk | Gréng | LSAP | PPL | DP | CSV | ADR |

Majorité gouvernementale
| 12 | 10   | 9     | 29         |
| DP | LSAP | Gréng | Opposition |

### Résultats par circonscription
| Circonscriptions         | Circonscriptions         | Sud       | Sud       | Sud    | Sud           | Est     | Est     | Est    | Est           | Centre    | Centre    | Centre | Centre        | Nord    | Nord    | Nord   | Nord          |
| ------------------------ | ------------------------ | --------- | --------- | ------ | ------------- | ------- | ------- | ------ | ------------- | --------- | --------- | ------ | ------------- | ------- | ------- | ------ | ------------- |
|                          |                          |           |           |        |               |         |         |        |               |           |           |        |               |         |         |        |               |
| Sièges                   | Sièges                   | 23        | 23        | 23     | en stagnation | 7       | 7       | 7      | en stagnation | 21        | 21        | 21     | en stagnation | 9       | 9       | 9      | en stagnation |
|                          |                          |           |           |        |               |         |         |        |               |           |           |        |               |         |         |        |               |
|                          |                          | Nombre    | Nombre    | %      | %             | Nombre  | Nombre  | %      | %             | Nombre    | Nombre    | %      | %             | Nombre  | Nombre  | %      | %             |
| Total des voix           | Total des voix           | 1 814 971 | 1 814 971 | 100,00 | 100,00        | 211 381 | 211 381 | 100,00 | 100,00        | 1 158 948 | 1 158 948 | 100,00 | 100,00        | 344 537 | 344 537 | 100,00 | 100,00        |
| Valides                  | Valides                  | 85 266    | 85 266    | 91,89  | 91,89         | 31 351  | 31 351  | 94,10  | 94,10         | 59 218    | 59 218    | 93,27  | 93,27         | 40 189  | 40 189  | 92,83  | 92,83         |
| Blancs et nuls           | Blancs et nuls           | 7 523     | 7 523     | 8,11   | 8,11          | 1 965   | 1 965   | 5,90   | 5,90          | 4 270     | 4 270     | 6,73   | 6,73          | 3 104   | 3 104   | 7,17   | 7,17          |
| Votants                  | Votants                  | 92 789    | 92 789    | 100,00 | 100,00        | 33 316  | 33 316  | 100,00 | 100,00        | 63 488    | 63 488    | 100,00 | 100,00        | 43 293  | 43 293  | 100,00 | 100,00        |
| Abstentions              | Abstentions              | 10 294    | 10 294    | 9,99   | 9,99          | 3 279   | 3 279   | 8,96   | 8,96          | 9 498     | 9 498     | 13,01  | 13,01         | 3 930   | 3 930   | 8,32   | 8,32          |
| Inscrits / Participation | Inscrits / Participation | 103 083   | 103 083   | 90,01  | 90,01         | 36 595  | 36 595  | 91,04  | 91,04         | 72 986    | 72 986    | 86,99  | 86,99         | 47 223  | 47 223  | 91,68  | 91,68         |
|                          |                          |           |           |        |               |         |         |        |               |           |           |        |               |         |         |        |               |
| Partis                   | Partis                   | Voix      | %         | Sièges | +/−           | Voix    | %       | Sièges | +/−           | Voix      | %         | Sièges | +/−           | Voix    | %       | Sièges | +/−           |
|                          | CSV                      | 488 448   | 26,91     | 7      | 1             | 62 156  | 29,41   | 3      | en stagnation | 337 689   | 29,14     | 7      | 1             | 111 067 | 32,24   | 4      | en stagnation |
|                          | DP                       | 214 216   | 11,80     | 3      | en stagnation | 43 677  | 20,66   | 2      | en stagnation | 280 143   | 24,17     | 5      | 1             | 59 039  | 17,14   | 2      | en stagnation |
|                          | LSAP                     | 403 400   | 22,23     | 6      | 1             | 27 222  | 12,88   | 1      | en stagnation | 135 967   | 11,73     | 2      | 1             | 54 632  | 15,86   | 1      | 1             |
|                          | Gréng                    | 266 464   | 14,68     | 3      | 1             | 34 930  | 16,53   | 1      | en stagnation | 187 797   | 16,20     | 4      | 2             | 44 728  | 12,98   | 1      | en stagnation |
|                          | ADR                      | 159 199   | 8,77      | 2      | en stagnation | 20 255  | 9,58    | 0      | en stagnation | 79 159    | 6,83      | 1      | en stagnation | 33 751  | 9,80    | 1      | 1             |
|                          | PPL                      | 126 830   | 6,99      | 1      | 1             | 14 761  | 6,98    | 0      | en stagnation | 59 539    | 5,14      | 1      | 1             | 26 421  | 7,67    | 0      | en stagnation |
|                          | Lénk                     | 108 189   | 5,96      | 1      | en stagnation | 6 984   | 3,30    | 0      | en stagnation | 66 253    | 5,72      | 1      | en stagnation | 12 165  | 3,53    | 0      | en stagnation |
|                          | KPL                      | 32 334    | 1,78      | 0      | en stagnation | 1 396   | 0,66    | 0      | en stagnation | 8 448     | 0,73      | 0      | en stagnation | 2 734   | 0,79    | 0      | en stagnation |
|                          | Demokratie               | 6 375     | 0,35      | 0      | Nv            |         |         |        |               | 3 953     | 0,34      | 0      | Nv            |         |         |        |               |
|                          | Konservativ              | 9 516     | 0,52      | 0      | Nv            |         |         |        |               |           |           |        |               |         |         |        |               |

### Résultats par commune
| Commune              | Canton           | CSV   | DP    | LSAP  | Gréng | ADR   | PPL   | Lénk | KPL  | Dem. | Kons. |
| -------------------- | ---------------- | ----- | ----- | ----- | ----- | ----- | ----- | ---- | ---- | ---- | ----- |
| Beaufort             | Echternach       | 24,26 | 15,88 | 11,77 | 15,70 | 12,84 | 13,93 | 4,04 | 1,59 |      |       |
| Bech                 | Echternach       | 29,45 | 19,39 | 11,46 | 21,70 | 9,85  | 3,56  | 3,93 | 0,65 |      |       |
| Beckerich            | Redange          | 30,05 | 12,90 | 8,85  | 24,07 | 8,60  | 9,66  | 5,44 | 0,44 |      |       |
| Berdorf              | Echternach       | 26,05 | 15,44 | 16,59 | 15,62 | 16,34 | 6,52  | 2,30 | 1,15 |      |       |
| Bertrange            | Luxembourg       | 29,03 | 30,78 | 9,49  | 15,40 | 4,82  | 4,86  | 4,56 | 0,73 | 0,32 |       |
| Bettembourg          | Esch-sur-Alzette | 26,32 | 11,22 | 24,48 | 15,39 | 9,48  | 5,68  | 5,65 | 1,18 | 0,37 | 0,24  |
| Bettendorf           | Diekirch         | 30,47 | 15,84 | 16,89 | 13,98 | 8,04  | 8,96  | 5,15 | 0,66 |      |       |
| Betzdorf             | Grevenmacher     | 27,23 | 16,12 | 19,82 | 20,76 | 7,38  | 4,20  | 4,15 | 0,32 |      |       |
| Bissen               | Mersch           | 31,43 | 15,54 | 16,58 | 12,70 | 9,43  | 7,99  | 5,43 | 0,58 | 0,33 |       |
| Biwer                | Grevenmacher     | 29,69 | 20,10 | 11,71 | 15,37 | 11,72 | 7,70  | 3,30 | 0,40 |      |       |
| Boulaide             | Wiltz            | 32,06 | 17,33 | 13,73 | 9,37  | 14,16 | 9,02  | 3,20 | 1,13 |      |       |
| Bourscheid           | Diekirch         | 38,11 | 17,69 | 12,43 | 11,45 | 8,46  | 7,92  | 3,47 | 0,47 |      |       |
| Bous                 | Remich           | 32,01 | 20,17 | 11,41 | 14,61 | 10,06 | 7,22  | 3,73 | 0,79 |      |       |
| Clervaux             | Clervaux         | 33,06 | 20,46 | 12,11 | 11,23 | 11,72 | 7,68  | 2,94 | 0,80 |      |       |
| Colmar-Berg          | Mersch           | 25,53 | 17,30 | 13,70 | 14,69 | 14,07 | 8,86  | 5,15 | 0,58 | 0,11 |       |
| Consdorf             | Echternach       | 29,07 | 23,41 | 9,74  | 14,09 | 12,26 | 6,79  | 3,05 | 0,78 |      |       |
| Contern              | Luxembourg       | 36,78 | 19,07 | 12,79 | 15,53 | 6,83  | 4,30  | 4,04 | 0,49 | 0,18 |       |
| Dalheim              | Remich           | 25,51 | 21,32 | 10,63 | 16,89 | 11,63 | 9,16  | 4,49 | 0,37 |      |       |
| Diekirch             | Diekirch         | 27,16 | 13,59 | 27,84 | 15,11 | 6,37  | 5,71  | 3,73 | 0,49 |      |       |
| Differdange          | Esch-sur-Alzette | 21,40 | 12,19 | 19,09 | 17,91 | 8,83  | 9,10  | 5,93 | 4,15 | 0,58 | 0,82  |
| Dippach              | Capellen         | 29,15 | 16,83 | 21,39 | 12,86 | 7,83  | 6,04  | 4,64 | 0,84 | 0,16 | 0,24  |
| Dudelange            | Esch-sur-Alzette | 22,18 | 6,93  | 33,80 | 13,23 | 8,52  | 6,62  | 6,87 | 1,12 | 0,32 | 0,39  |
| Echternach           | Echternach       | 26,82 | 17,96 | 16,70 | 19,80 | 6,93  | 7,35  | 3,71 | 0,73 |      |       |
| Ell                  | Redange          | 30,29 | 17,61 | 8,33  | 19,09 | 11,17 | 7,97  | 4,55 | 0,98 |      |       |
| Erpeldange-sur-Sûre  | Diekirch         | 31,52 | 19,61 | 14,57 | 16,63 | 8,55  | 5,13  | 3,60 | 0,39 |      |       |
| Esch-sur-Alzette     | Esch-sur-Alzette | 26,26 | 11,39 | 21,35 | 14,58 | 7,13  | 7,21  | 8,74 | 2,52 | 0,30 | 0,52  |
| Esch-sur-Sûre        | Wiltz            | 38,99 | 15,58 | 12,24 | 12,19 | 9,58  | 6,83  | 3,57 | 1,02 |      |       |
| Ettelbruck           | Diekirch         | 30,10 | 14,24 | 19,73 | 14,89 | 7,60  | 8,90  | 3,55 | 1,00 |      |       |
| Feulen               | Diekirch         | 30,50 | 21,43 | 12,54 | 15,06 | 9,83  | 6,94  | 2,92 | 0,78 |      |       |
| Fischbach            | Mersch           | 26,21 | 24,82 | 10,76 | 15,90 | 9,04  | 7,88  | 3,99 | 0,76 | 0,63 |       |
| Flaxweiler           | Grevenmacher     | 36,48 | 15,84 | 12,37 | 15,57 | 9,75  | 6,64  | 2,67 | 0,68 |      |       |
| Frisange             | Esch-sur-Alzette | 25,98 | 13,94 | 16,27 | 13,22 | 17,25 | 6,51  | 5,14 | 1,08 | 0,25 | 0,37  |
| Garnich              | Capellen         | 28,10 | 19,36 | 15,49 | 12,68 | 13,30 | 4,49  | 4,64 | 1,41 | 0,17 | 0,37  |
| Goesdorf             | Wiltz            | 35,71 | 14,16 | 17,77 | 12,28 | 9,72  | 6,49  | 3,09 | 0,78 |      |       |
| Grevenmacher         | Grevenmacher     | 31,12 | 17,99 | 16,61 | 14,07 | 8,27  | 7,85  | 3,07 | 1,03 |      |       |
| Grosbous             | Redange          | 33,72 | 24,44 | 12,53 | 11,24 | 9,56  | 6,56  | 1,72 | 0,24 |      |       |
| Habscht              | Capellen         | 34,80 | 14,27 | 15,58 | 12,82 | 9,13  | 5,87  | 5,41 | 1,51 | 0,26 | 0,35  |
| Heffingen            | Mersch           | 31,56 | 20,51 | 11,73 | 13,87 | 10,33 | 5,71  | 5,22 | 1,02 | 0,05 |       |
| Helperknapp          | Mersch           | 31,98 | 18,92 | 11,35 | 15,60 | 9,33  | 6,56  | 5,27 | 0,75 | 0,25 |       |
| Hesperange           | Luxembourg       | 35,78 | 21,56 | 9,55  | 16,21 | 6,53  | 4,37  | 4,98 | 0,77 | 0,26 |       |
| Junglinster          | Grevenmacher     | 29,89 | 24,72 | 9,80  | 18,51 | 8,47  | 5,14  | 2,94 | 0,54 |      |       |
| Käerjeng             | Capellen         | 30,47 | 12,34 | 18,67 | 14,51 | 10,23 | 6,43  | 4,92 | 1,47 | 0,33 | 0,62  |
| Kayl                 | Esch-sur-Alzette | 26,15 | 9,81  | 26,04 | 12,31 | 9,69  | 8,91  | 4,46 | 1,61 | 0,45 | 0,67  |
| Kehlen               | Capellen         | 31,54 | 17,03 | 15,82 | 16,97 | 9,31  | 3,73  | 4,25 | 0,89 | 0,20 | 0,25  |
| Kiischpelt           | Wiltz            | 33,45 | 14,59 | 13,33 | 8,69  | 12,62 | 11,84 | 4,17 | 1,30 |      |       |
| Koerich              | Capellen         | 30,47 | 12,79 | 16,54 | 16,89 | 8,69  | 7,18  | 5,32 | 1,58 | 0,33 | 0,20  |
| Kopstal              | Capellen         | 27,54 | 22,67 | 14,26 | 17,52 | 6,99  | 3,44  | 5,87 | 0,86 | 0,65 | 0,20  |
| Lac de la Haute-Sûre | Wiltz            | 36,97 | 16,57 | 13,84 | 11,41 | 11,50 | 5,18  | 3,49 | 1,05 |      |       |
| Larochette           | Mersch           | 27,70 | 19,95 | 11,62 | 15,38 | 6,78  | 11,42 | 6,07 | 1,01 | 0,07 |       |
| Lenningen            | Remich           | 27,95 | 21,81 | 11,55 | 18,21 | 10,38 | 6,00  | 3,72 | 0,39 |      |       |
| Leudelange           | Esch-sur-Alzette | 32,21 | 20,63 | 12,26 | 16,20 | 7,67  | 4,52  | 4,33 | 0,60 | 0,50 | 1,09  |
| Lintgen              | Mersch           | 23,76 | 19,41 | 15,94 | 16,62 | 8,96  | 9,19  | 5,05 | 0,75 | 0,32 |       |
| Lorentzweiler        | Mersch           | 28,96 | 21,42 | 16,01 | 15,71 | 6,37  | 5,49  | 5,08 | 0,59 | 0,36 |       |
| Luxembourg           | Luxembourg       | 26,68 | 26,73 | 10,99 | 16,78 | 6,09  | 4,65  | 6,78 | 0,91 | 0,38 |       |
| Mamer                | Capellen         | 31,22 | 17,28 | 13,81 | 20,63 | 6,74  | 4,61  | 4,73 | 0,37 | 0,41 | 0,20  |
| Manternach           | Grevenmacher     | 29,41 | 16,47 | 14,09 | 18,92 | 10,78 | 7,04  | 2,91 | 0,38 |      |       |
| Mersch               | Mersch           | 28,90 | 22,61 | 11,20 | 15,19 | 8,50  | 7,01  | 5,71 | 0,56 | 0,32 |       |
| Mertert              | Grevenmacher     | 27,32 | 13,67 | 27,60 | 13,22 | 7,34  | 7,59  | 2,36 | 0,90 |      |       |
| Mertzig              | Diekirch         | 28,64 | 24,55 | 13,07 | 13,59 | 8,17  | 7,33  | 3,99 | 0,66 |      |       |
| Mondercange          | Esch-sur-Alzette | 30,21 | 13,03 | 22,59 | 13,19 | 8,87  | 5,30  | 5,18 | 1,13 | 0,18 | 0,31  |
| Mondorf-les-Bains    | Remich           | 24,37 | 36,09 | 7,49  | 15,35 | 8,22  | 5,56  | 2,49 | 0,44 |      |       |
| Niederanven          | Luxembourg       | 34,10 | 23,79 | 12,31 | 15,19 | 6,20  | 3,46  | 4,14 | 0,38 | 0,42 |       |
| Nommern              | Mersch           | 27,48 | 19,09 | 12,99 | 16,06 | 10,17 | 6,17  | 7,15 | 0,37 | 0,52 |       |
| Parc Hosingen        | Clervaux         | 31,09 | 18,66 | 13,67 | 10,23 | 12,00 | 9,91  | 3,53 | 0,92 |      |       |
| Pétange              | Esch-sur-Alzette | 29,99 | 9,41  | 19,33 | 14,46 | 6,91  | 11,84 | 4,47 | 1,96 | 0,36 | 1,28  |
| Préizerdaul          | Redange          | 29,31 | 20,38 | 11,81 | 16,26 | 10,79 | 7,72  | 3,11 | 0,62 |      |       |
| Putscheid            | Vianden          | 38,12 | 14,52 | 9,97  | 13,52 | 13,79 | 5,71  | 3,82 | 0,54 |      |       |
| Rambrouch            | Redange          | 33,74 | 17,31 | 12,78 | 12,42 | 10,94 | 9,45  | 2,64 | 0,72 |      |       |
| Reckange-sur-Mess    | Esch-sur-Alzette | 26,43 | 15,67 | 18,71 | 16,21 | 10,24 | 4,43  | 6,49 | 1,31 | 0,15 | 0,36  |
| Redange-sur-Attert   | Redange          | 36,25 | 17,53 | 8,43  | 15,43 | 9,25  | 7,14  | 4,60 | 1,37 |      |       |
| Reisdorf             | Diekirch         | 39,63 | 14,89 | 14,06 | 10,46 | 8,08  | 10,58 | 1,50 | 0,80 |      |       |
| Remich               | Remich           | 28,53 | 26,07 | 9,10  | 15,14 | 7,16  | 10,14 | 2,99 | 0,87 |      |       |
| Roeser               | Esch-sur-Alzette | 28,18 | 14,55 | 20,52 | 16,01 | 8,75  | 5,33  | 4,78 | 1,11 | 0,46 | 0,32  |
| Rosport-Mompach      | Echternach       | 33,78 | 14,45 | 11,81 | 16,79 | 12,60 | 6,67  | 3,39 | 0,51 |      |       |
| Rumelange            | Esch-sur-Alzette | 23,48 | 9,78  | 30,34 | 10,80 | 7,78  | 8,11  | 4,52 | 4,15 | 0,47 | 0,57  |
| Saeul                | Redange          | 26,79 | 13,13 | 11,09 | 22,31 | 14,13 | 5,31  | 6,28 | 0,97 |      |       |
| Sandweiler           | Luxembourg       | 27,32 | 21,20 | 12,42 | 18,42 | 8,25  | 6,19  | 5,17 | 0,74 | 0,29 |       |
| Sanem                | Esch-sur-Alzette | 25,65 | 9,10  | 25,06 | 13,36 | 8,89  | 7,10  | 8,20 | 1,81 | 0,33 | 0,50  |
| Schengen             | Remich           | 28,62 | 23,52 | 9,99  | 15,82 | 10,86 | 7,05  | 3,31 | 0,83 |      |       |
| Schieren             | Diekirch         | 30,08 | 22,61 | 15,36 | 13,48 | 6,45  | 7,99  | 3,61 | 0,42 |      |       |
| Schifflange          | Esch-sur-Alzette | 27,69 | 9,09  | 25,97 | 12,76 | 8,88  | 7,37  | 5,40 | 1,77 | 0,43 | 0,64  |
| Schuttrange          | Luxembourg       | 27,02 | 25,20 | 11,79 | 19,41 | 7,47  | 4,11  | 4,28 | 0,39 | 0,33 |       |
| Stadtbredimus        | Remich           | 30,58 | 21,15 | 8,92  | 14,72 | 10,60 | 8,55  | 4,67 | 0,82 |      |       |
| Steinfort            | Capellen         | 25,91 | 11,47 | 25,10 | 15,26 | 8,89  | 5,92  | 5,88 | 1,16 | 0,10 | 0,31  |
| Steinsel             | Luxembourg       | 28,15 | 21,45 | 17,92 | 14,72 | 6,77  | 4,55  | 5,52 | 0,43 | 0,49 |       |
| Strassen             | Luxembourg       | 28,79 | 29,42 | 11,03 | 15,79 | 5,09  | 4,32  | 4,58 | 0,53 | 0,45 |       |
| Tandel               | Vianden          | 40,61 | 13,56 | 13,47 | 13,41 | 8,99  | 5,03  | 4,50 | 0,42 |      |       |
| Troisvierges         | Clervaux         | 32,88 | 25,68 | 11,37 | 10,77 | 9,15  | 6,66  | 2,87 | 0,62 |      |       |
| Useldange            | Redange          | 29,55 | 18,31 | 10,33 | 16,26 | 11,04 | 8,69  | 5,23 | 0,58 |      |       |
| Vallée de l'Ernz     | Diekirch         | 36,80 | 15,49 | 11,60 | 13,85 | 9,11  | 9,70  | 2,96 | 0,48 |      |       |
| Vianden              | Vianden          | 33,90 | 10,92 | 23,98 | 9,92  | 8,30  | 7,39  | 4,55 | 1,04 |      |       |
| Vichten              | Redange          | 28,93 | 20,06 | 12,73 | 14,08 | 7,92  | 11,56 | 3,35 | 1,39 |      |       |
| Wahl                 | Redange          | 31,96 | 20,67 | 9,75  | 13,54 | 13,09 | 5,00  | 5,75 | 0,24 |      |       |
| Waldbillig           | Echternach       | 27,26 | 20,22 | 10,08 | 19,87 | 10,12 | 7,23  | 4,89 | 0,33 |      |       |
| Waldbredimus         | Remich           | 32,91 | 18,80 | 8,85  | 16,43 | 11,11 | 7,50  | 3,87 | 0,54 |      |       |
| Walferdange          | Luxembourg       | 33,06 | 23,12 | 11,33 | 16,42 | 5,69  | 4,27  | 5,39 | 0,54 | 0,17 |       |
| Weiler-la-Tour       | Luxembourg       | 32,34 | 20,84 | 11,65 | 17,90 | 7,74  | 3,50  | 4,95 | 0,71 | 0,36 |       |
| Weiswampach          | Clervaux         | 32,46 | 21,05 | 11,96 | 10,02 | 12,34 | 7,68  | 3,77 | 0,73 |      |       |
| Wiltz                | Wiltz            | 28,42 | 10,63 | 31,08 | 7,52  | 10,25 | 7,76  | 2,56 | 1,77 |      |       |
| Wincrange            | Clervaux         | 32,49 | 18,33 | 21,37 | 7,07  | 12,30 | 6,02  | 1,94 | 0,47 |      |       |
| Winseler             | Wiltz            | 32,40 | 15,28 | 23,84 | 9,27  | 7,25  | 8,03  | 3,02 | 0,91 |      |       |
| Wormeldange          | Grevenmacher     | 41,27 | 21,12 | 9,74  | 11,63 | 7,46  | 5,79  | 2,74 | 0,25 |      |       |

### Composition de la Chambre des députés
| Sud | Est | Centre | Nord |
| --- | --- | --- | --- |
| 1. Jean Asselborn (LSAP)* 2. Nancy Kemp-Arendt (CSV) 3. Marc Baum (Lénk) 4. Dan Biancalana (LSAP)** 5. Alex Bodry (LSAP) 6. Félix Braz (Gréng)* 7. Mars Di Bartolomeo (LSAP) 8. Félix Eischen (CSV) 9. Georges Engel (LSAP) 10. Marc Goergen (PPL)** 11. Gaston Gibéryen (ADR) 12. Pierre Gramegna (DP)* 13. Max Hahn (DP) 14. Jean-Marie Halsdorf (CSV) 15. Fernand Kartheiser (ADR) 16. Dan Kersch (LSAP)* 17. Josée Lorsché (Gréng) 18. Georges Mischo (CSV)** 19. Claude Meisch (DP)* 20. Gilles Roth (CSV) 21. Marc Spautz (CSV) 22. Roberto Traversini (Gréng) 23. Michel Wolter (CSV) | 1. Gilles Baum (DP) 2. Lex Delles (DP) 3. Carole Dieschbourg (Gréng)* 4. Léon Gloden (CSV) 5. Françoise Hetto (CSV) 6. Octavie Modert (CSV) 7. Nicolas Schmit (LSAP)* | 1. Guy Arendt (DP)* 2. Marc Angel (LSAP) 3. Diane Adehm (CSV) 4. François Bausch (Gréng)* 5. Xavier Bettel (DP)* 6. Simone Beissel (DP) 7. François Benoy (Gréng)** 8. Corinne Cahen (DP)* 9. Sven Clement (PPL) ** 10. Paul Galles (CSV) ** 11. Marc Lies (CSV) 12. Charles Margue (Gréng)** 13. Laurent Mosar (CSV) 14. Lydie Polfer (DP) 15. Viviane Reding (CSV)** 16. Roy Reding (ADR) 17. Etienne Schneider (LSAP)* 18. Sam Tanson (Gréng) 19. Claude Wiseler (CSV) 20. Serge Wilmes (CSV) 21. David Wagner (Lénk) | 1. André Bauler (DP) 2. Emile Eicher (CSV) 3. Jeff Engelen (ADR)** 4. Fernand Etgen (DP)* 5. Martine Hansen (CSV) 6. Ali Kaes (CSV) 7. Marco Schank (CSV) 8. Romain Schneider (LSAP)* 9. Claude Turmes (Gréng)* |
| * Membres du gouvernement sortant ** Nouveaux élus | | | |

Cent ans après l'introduction du droit de vote pour les femmes, seules douze femmes ont été élues directement à la Chambre des députés, et cela pour un pourcentage de 46 % de femmes sur les listes électorales. Pour compenser le faible nombre d'élues, le Centre d'information et de documentation - femmes et genre (lb) (CID) exige 50 % de femmes dans le nouveau gouvernement et un ministère de l'Égalité des chances fort.

## Conséquences

### Désignation d'un formateur

Parti arrivé en tête par commune

Le 15 octobre 2018, Xavier Bettel s'est présenté au palais grand-ducal pour présenter sa démission du gouvernement. Cependant, à la demande du Grand-duc, le gouvernement actuel restera en place jusqu'à la formation d'un nouveau gouvernement. Xavier Bettel est chargé jusqu'à nouvel ordre « de continuer à expédier les affaires courantes et de prendre, le cas échéant, les mesures urgentes qu'exigeraient des circonstances exceptionnelles ». Le Grand-duc recevra, à tour de rôle, les présidents des partis ayant présenté des listes dans les quatre circonscriptions du pays pour discuter « des suites à réserver à l'expression du suffrage universel ». Martine Solovieff (lb), nommée informateur par le Grand-duc, a pour rôle de consulter les partis, puis d'effectuer un rapport au Grand-duc. Il s'agit là de la première étape avant la nomination d'un formateur de gouvernement. Comme ils l'avaient annoncé, les partis déi Gréng, LSAP et DP ont confirmé vouloir négocier ensemble pour reformer leur coalition. Ainsi, Xavier Bettel a été nommé formateur du prochain gouvernement et les trois partis vont maintenant pouvoir entrer en pourparlers pour trouver un accord de coalition.

### Négociations de coalition
Les comités directeurs du DP, du LSAP et des Verts ne semblent pas opposés à une reconduite de la coalition gouvernementale — nommée « Gambie » pour les trois couleurs des partis politiques membres de la coalition qui rappellent le drapeau de la république de Gambie —, les négociations en vue d'un accord de coalition commencent donc assez rapidement. Pour les Verts, grands gagnants des élections, une nouvelle édition du gouvernement semble logique : avec leur gain de trois sièges pour un total de neuf mandats, ils ont compensé les pertes des deux autres partis au gouvernement. Le DP, qui a perdu un seul siège, pourrait ainsi garder le ministère d'État. Une nouvelle coalition semble être l'option préférée des démocrates, qui s'attendaient à de pires résultats. Pour le LSAP, qui a perdu trois sièges pour en garder dix, se retrouve au niveau le plus bas depuis la guerre. Pour les socialistes, une reconduite de la coalition reste possible, mais vu leur résultat, ils n'insisteront pas pour avoir le poste du Premier ministre.
Au terme de neuf réunions, les trois partis de la coalition — le DP, déi gréng et le LSAP — sont tombés d'accord lors de leurs pourparlers. Les négociations de coalition sont terminés. Le 3 décembre 2018, au ministère des Affaires étrangères et européennes, les représentants des trois partis — Corinne Cahen pour le DP, Etienne Schneider pour le LSAP et Félix Braz pour les Verts — ainsi que le formateur Xavier Bettel, se sont réunies une dernière fois en réunion plénière afin de signer l'accord de coalition. La répartition des portefeuilles ministériels par parti est d'ores et déjà connue,.

### Réactions politiques
Entre-temps, le CSV reste face au constat de sa défaite. L'opération reconquête de l'électorat ayant échoué, de plus en plus de membres du parti appellent à une réforme en profondeur pour inverser la tendance négative qui afflige le parti. Cependant, lors d'une conférence de presse, Claude Wiseler a énuméré plusieurs points de friction potentiels dans les programmes des trois partenaires qui ont entamé des négociations de coalition. Il y a notamment la semaine des 38 heures, le salaire minimum et la fiscalité des entreprises. Il en conclut qu'un gouvernement CSV-DP serait plus simple et apporterait plus de stabilité. Par ailleurs, Claude Wiseler a répété qu'un éventuel renouvellement des cadres du parti, n'aurait lieu qu'après la constitution du gouvernement.
Dans un communiqué de l'ADR, Robert Mehlen (lb), conteste la répartition des mandats de député entre les circonscriptions et considère anticonstitutionnelle la répartition des sièges restants. Il base essentiellement son argumentation sur l'article 10bis de la Constitution : « Les Luxembourgeois sont égaux devant la loi ». Selon le candidat ADR, il est évident que ce droit ne vaut pas pour tous parce que tous les électeurs du pays n'ont pas le même droit de vote. Dans l'Est, l'électeur n'a que 7 voix, alors que celui du Centre en a 21, soit trois fois plus, alors que les électeurs du Centre ne sont que deux fois plus nombreux que ceux de l'Est. Une divergence analogue s'observe entre le Nord et le Centre. S'il le faut, Robert Mehlen se dit prêt à se rendre à la Cour constitutionnelle voire jusqu'à la Cour européenne des droits de l'homme à Strasbourg.